# Велоспорт на Играх доброй воли 1986
Соревнования по велоспорту в рамках Игр доброй воли 1986 года включали только трековые гонки. Они прошли в Москве (СССР) с 8 по 11 июля на олимпийском велотреке «Крылатское». Было разыграно 8 комплектов медалей в 5 дисциплинах — 5 среди мужчин и 3 среди женщин.

## Участники
Участие в Играх приняли представители следующих стран:
- Австралия
- Аргентина
- Болгария
- Великобритания
- Венгрия
- ГДР
- Италия
- Китай
- Колумбия
- Польша
- СССР
- США
- Финляндия
- Франция
- ФРГ
- Чехословакия
- Швейцария
- Эквадор

## Календарь
| ● | Квалификационные и предварительные заезды | ● | Розыгрыш медалей |

| Церемония открытия                 | ● |   |   |   |
| Мужчины                            |   |   |   |   |
| Гит с ходу на 200 м                | ● |   |   |   |
| Гит с места на 1000 м              | ● |   |   |   |
| Индивидуальная гонка преследования | ● |   |   |   |
| Командная гонка преследования      |   | ● | ● |   |
| Спринт                             |   | ● |   | ● |
| Гонка по очкам                     |   |   |   | ● |
| Женщины                            |   |   |   |   |
| Гит с ходу на 200 м                | ● |   |   |   |
| Спринт                             | ● | ● | ● |   |
| Индивидуальная гонка преследования |   | ● | ● |   |
| Гонка по очкам                     |   |   |   | ● |
| Медали                             | 2 |   | 3 | 3 |

## Обзор
Первый соревновательный день был единственным днём включавшим помимо вечерней ещё и утреннюю соревновательную программу. Он начался с гита с ходу у мужчин и женщин, являвшийся квалификацией для последующего спринта. Обе квалификации как у мужчин так и у женщин закончились с мировыми рекордами в исполнении Михаэля Хюбнера (ГДР) и Эрики Салумяэ (СССР). Вечерняя часть началась с торжественного открытия после которого было разыграно два комплекта медалей среди мужчин. Сначала были определены призёры в гите с места. А затем в индивидуальной гонке преследования по итогам которой весь подиум заняли представители СССР. По ходу его квалификационных заездов советские велогонщики четыре раза обновляли мировое достижение. А в финальном заезде действующий чемпион мира в этой дисциплине Вячеслав Екимов не оставил шансов действующему рекордсмену мира Гинтаутаса Умарасу догнав его по ходу решающего заезда.
Второй день не включал розыгрыша медалей, а только квалификационные и предварительные соревнования в индивидуальной и командной гонках преследования и спринте. В квалификации командной гонки преследования советский квартет обновил мировой рекорд установленный ими же на соревнованиях «Дружба-84».
Третий соревновательный день включал розыгрыш трёх комплектов медалей и первых среди женщин. Сначала были определены обладатели медалей в женской индивидуальной гонке преследования, в полуфинале которой будущая победительница Барбара Ганц (Швейцария) установила мировое достижение. Затем мужчины выявили призёров в командной гонке преследования, в финальном заезде которой советская команда установила мировое достижение превысив свой же мировой рекорд установленный днём ранее.
Завершился день розыгрышем медалей в женском спринте победительницей которого стала Эрики Салумяэ, а весь подиум заняли советские велогонщицы.
Четвёртый и заключительный день как и предыдущий также включал розыгрыш трёх комплектов медалей. Вначале были разыграны награды у женщин в гонке по очкам завершившейся уверенной победой Салли Ходж (Великобритания). После этого лучших определили в мужском спринте который выиграл олимпийский чемпион и действующий чемпион мира в этой дисциплине Лутц Хесслих (ГДР). Заключительная медаль Игр по велоспорту была разыграна в мужской гонке по очкам победителем которой стал Виктор Манаков (СССР).

## Гит с ходу на 200 м
| Дисциплина | Первое место       | Второе место       | Третье место               |
| ---------- | ------------------ | ------------------ | -------------------------- |
| Мужчины    | Михаэль Хюбнер ГДР | Лутц Хесслих ГДР   | Николай Ковш СССР          |
| Женщины    | Эрика Салумяэ СССР | Галина Царёва СССР | Наталья Крушельницкая СССР |

## Медалисты

### Мужчины
| Дисциплина                               | Золото                                                                  | Серебро                                                        | Бронза                                                    |
| ---------------------------------------- | ----------------------------------------------------------------------- | -------------------------------------------------------------- | --------------------------------------------------------- |
| Гит на 1000 м                            | Ульдис Бреманис СССР                                                    | Отар Мчедлишвили СССР                                          | Андреас Ганске ГДР                                        |
| Спринт                                   | Лутц Хесслих ГДР                                                        | Михаэль Хюбнер ГДР                                             | Гари Нейванд Австралия                                    |
| Индивидуальная гонка преследования, 4 км | Вячеслав Екимов СССР                                                    | Гинтаутас Умарас СССР                                          | Василий Шпундов СССР                                      |
| Командная гонка преследования, 4 км      | СССР Вячеслав Екимов Александр Краснов Василий Шпундов Гинтаутас Умарас | Чехословакия Алеш Трчка Цитрад Фишер Теодор Черны Павел Соукуп | Австралия Гленн Кларк Бретт Даттон Уэйн Маккэрни Дин Вудс |
| Гонка по очкам, 50 км                    | Виктор Манаков СССР                                                     | Алеш Трчка Чехословакия                                        | Станчо Станчев Болгария                                   |

### Женщины
| Дисциплина                               | Золото                    | Серебро                      | Бронза                     |
| ---------------------------------------- | ------------------------- | ---------------------------- | -------------------------- |
| Спринт                                   | Эрика Салумяэ СССР        | Галина Царёва СССР           | Наталья Крушельницкая СССР |
| Индивидуальная гонка преследования, 3 км | Барбара Ганц Швейцария    | Мелинда Мейфилд США          | Галина Супрон СССР         |
| Гонка по очкам, 20 км                    | Салли Ходж Великобритания | Теа Викштадт-Ниман Финляндия | Галина Супрон СССР         |

## Медальный зачёт
*   Принимающая страна (СССР)
| Место           | Страна          | Золото | Серебро | Бронза | Всего |
| --------------- | --------------- | ------ | ------- | ------ | ----- |
| 1               | СССР*           | 5      | 3       | 4      | 12    |
| 2               | ГДР             | 1      | 1       | 1      | 3     |
| 3               | Великобритания  | 1      | 0       | 0      | 1     |
| 3               | Швейцария       | 1      | 0       | 0      | 1     |
| 5               | Чехословакия    | 0      | 2       | 0      | 2     |
| 6               | США             | 0      | 1       | 0      | 1     |
| 6               | Финляндия       | 0      | 1       | 0      | 1     |
| 8               | Австралия       | 0      | 0       | 2      | 2     |
| 9               | Болгария        | 0      | 0       | 1      | 1     |
| 9               | Венгрия         | 0      | 0       | 1      | 1     |
| Всего стран: 10 | Всего стран: 10 | 8      | 8       | 9      | 25    |